# Gymnázium Dr. Josefa Pekaře
Gymnázium Dr. Josefa Pekaře je veřejné všeobecné čtyřleté a osmileté gymnázium sídlící v Mladé Boleslavi. Díky své tradici, navazující na kolej v Kosmonosech, se jedná o nejstarší střední školu ve městě. Škola je pojmenována po významném českém historikovi, Josefu Pekařovi, který je zároveň jejím absolventem.

## Budova
Budova gymnázia byla postavena roku 1903 v novobarokním stylu pro městskou reálku. Architektem a vedoucím stavby byl vrchní stavební rada Rosenberg. Stavba byla dokončena během jednoho roku. Dominantní je typické novobarokní průčelí s balkonem, na jehož obou stranách jsou umístěny dvě vázy a plastiky Učence s knihou a sovou a Ženy zhlížející se v zrcadle a mající dva obličeje. Nad hlavním vchodem je umístěn městský znak Mladé Boleslavi – stříbrný jednoocasý lev v modrém poli, s červeným vyplazeným jazykem a se zlatou zbrojí.

## Významní absolventi
- Josef Pekař – historik
- Rudolf Turek – archeolog a historik
- Stanislav Zdobinský – profesor právnické fakulty
- Oldřich Smutný – akademický malíř
- Jaroslav Weigel – malíř a herec
- Filip Šubr – zpěvák a moderátor
- Svatopluk Kvaizar – pedagog a bývalý primátor města Mladá Boleslav
- Jiří Polnický – cyklokrosař, bronzový medailista na MS 2007
- Zdeněk Sekanina – astronom, astrofyzik, spolupracovník NASA
- Jan Chramosta – fotbalista
- Josef Hynie – profesor lékařské fakulty UK a sexuolog